# Hilara lucidifrons
Hilara lucidifrons är en tvåvingeart som beskrevs av Becker 1909. Hilara lucidifrons ingår i släktet Hilara och familjen dansflugor.
Artens utbredningsområde är Etiopien. Inga underarter finns listade i Catalogue of Life.